# GioGio's Bizarre Adventure
GioGio's Bizarre Adventure es un videojuego desarrollado por Capcom exclusivo para PlayStation 2 que salió a la venta el 25 de julio del 2002 únicamente en Japón. El juego adapta el quinto arco del manga de JoJo's Bizarre Adventure, Ōgon no Kaze.

## Desarrollo
Para recrear el estilo de arte utilizado en el manga, Capcom desarrolló una técnica de gráficos llamada Artistoon, con la cual el juego presenta gráficos cel-shaded; además, el arte de Araki apareció en el juego. Capcom planeaba lanzar el juego en América del Norte y Europa, pero después de las demoras, no fue lanzado fuera de Japón. Los críticos elogiaron los gráficos y la presentación del juego, comentando cómo recreó bien el aspecto del manga, mientras que la jugabilidad tuvo opiniones mezcladas

## Jugabilidad
GioGio's Bizarre Adventure es un juego de acción y aventuras en el que el jugador se enfrenta a enemigos en entornos 3D, controlando varios personajes que tienen sus propios movimientos: Giorno Giovanna, Bruno Bucciarati, Guido Mista, Narancia Ghirga, Pannacotta Fugo, Leone Abbacchio y Trish Una. El sistema de batalla incluye ataques físicos como patadas y puñetazos, y la capacidad de esquivar ataques con rodar; los ataques físicos se realizan a través de una entrada con un solo botón, y se pueden encadenar a un ataque combinado presionando repetidamente.
Además, el jugador puede liberar un personaje "Stand" similar al espíritu del cuerpo del personaje del jugador, a través del cual pueden realizar movimientos especiales de combinación, que son más poderosos. Los Stands requieren energía para ser utilizada, que se drena cada vez que el Stand es golpeado por un enemigo, pero se recarga con el tiempo. Las batallas varían según la disposición de la arena en la que se dispute, así como las habilidades de Stand del oponente: por ejemplo, Bucciarati puede usar su Stand, Sticky Fingers, para crear cremalleras en las paredes e introducir agujeros dentro para evitar los ataques . Cuando el jugador gana una batalla, recibe puntos y se gradúa en función de su rendimiento, lo que desbloquea elementos en el modo galería de arte del juego. El juego usa escenas tridimensionales y 2D, que se presentan en forma de exposición entre batallas, y escenas a cámara lenta, a mitad de batalla, como la que muestra la postura del jugador golpeando los dientes del enemigo. Además de luchar, el jugador tiene objetivos secundarios que pueden cumplir en los diferentes niveles.

## Curiosidades
- El tema de Jean Pierre Polnareff en este juego es un remix de su tema en JoJo's Bizarre Adventure: Heritage for the Future.

## Recepción
Los revisores de Famitsu también disfrutaron de cómo el juego reproducía el aspecto del manga en 3D, pero señalaron que la presentación de la historia parecía insuficiente para las personas que no habían leído el manga Ōgon no Kaze, y que parecía estar dirigida principalmente a personas que ya eran fanáticas de JoJo's Bizarre Adventure.